# 93 Herculis
Désignations
93 Herculis (en abrégé 93 Her) est une étoile de la constellation boréale d'Hercule. Elle est visible à l'œil nu avec une magnitude apparente de 4,67. D'après la mesure de sa parallaxe annuelle par le satellite Gaia, l'étoile est située à environ 232 pc (∼757 al) de la Terre. À cette distante, sa magnitude est diminuée de 0,21 en raison de l'extinction créée par la poussière interstellaire. Elle se rapproche du Système solaire à une vitesse radiale de −24,5 km/s.
93 Herculis est classée comme une géante lumineuse rouge de type spectral K0,5IIb, ce qui indique qu'il s'agit d'une étoile évoluée qui a épuisé les réserves en hydrogène de son noyau. Son rayon s'est étendu et est devenu environ 51 fois plus grand que le rayon solaire. L'étoile est autour de 919 fois plus lumineuse que le Soleil et sa température de surface est de 4 471 K. Elle est généralement appauvrie en éléments métalliques, mais elle apparaît légèrement enrichie en baryum et d'autres éléments lourds. De ce fait, c'est une étoile à baryum suspectée qui pourrait avoir un compagnon de type naine blanche en orbite.
93 Herculis formait, avec 95, 102 et 109 Herculis, la constellation désormais obsolète de Cerbère.